# 태풍 3486호
태풍 3486호는 1934년 7월 11일에 발생한 태풍.

## 개요
당시 태풍은 아직 정식 이름이 없었다. 그러나, 국내에서는 "3486호"로 통용된다. 이 태풍은 일본 오키나와 섬 남쪽 먼 바다에서 발생한 뒤 복잡한 경로를 그리면서 진행해, 대만과 중국을 거쳐 종국에는 한반도 서해안에 상륙했다. 대만, 중국 등을 경유한 탓에 한반도 상륙 시 세력은 별 볼 일 없었던 태풍이었지만, 당시 한반도는 7월 20일부터 24일 사이 태풍에 동반된 강수대의 영향권에 놓이게 되었고, 남부 지방을 중심으로 총 강수량 500mm 이상의 매우 많은 비가 내렸다. 태풍에 의해, 수해가 잇따르면서 265명의 사망·실종자가 기록되었다.
| 순위 | 태풍 번호 | 태풍 이름 | 사망·실종(명) |
| ---- | --------- | --------- | ------------- |
| 1위  | 3693      | 3693호    | 1,232         |
| 2위  | 2353      | 2353호    | 1,157         |
| 3위  | 5914      | 사라      | 849           |
| 4위  | 7214      | 베티      | 550           |
| 5위  | 2560      | 2560호    | 516           |
| 6위  | 1428      | 1428호    | 432           |
| 7위  | 3383      | 3383호    | 415           |
| 8위  | 8705      | 셀마      | 345           |
| 9위  | 3486      | 3486호    | 265           |
| 10위 | 0215      | 루사      | 246           |

## 주요 관측값

### 최저해면기압
- 전주 1000.3hPa
- 목포 1000.6hPa

### 최대풍속
- 부산 19.2m/s
- 제주 17.8m/s

### 일최다강수량
- 울산 217.3mm
- 목포 178.6mm
- 부산 165.7mm

### 총 강수량 (7월 20~24일)
- 울산 543.2mm
- 부산 528.7mm
- 목포 476.4mm